# Камйонка (Білостоцький повіт)
Камйонка (пол. Kamionka) — село в Польщі, у гміні Заблудів Білостоцького повіту Підляського воєводства.
Населення — 146 осіб (2011).
У 1975-1998 роках село належало до Білостоцького воєводства.

## Демографія
Демографічна структура станом на 31 березня 2011 року:
|          | Загалом | Допрацездатний вік | Працездатний вік | Постпрацездатний вік |
| -------- | ------- | ------------------ | ---------------- | -------------------- |
| Чоловіки | 72      | 12                 | 50               | 10                   |
| Жінки    | 74      | 16                 | 38               | 20                   |
| Разом    | 146     | 28                 | 88               | 30                   |